# Maresches
Maresches est une commune française située dans le département du Nord, en région Hauts-de-France.

## Géographie

### Communes limitrophes
|        | Préseau   |             |
| Artres | Maresches | Villers-Pol |
|        | Sepmeries |             |

### Hydrographie

#### Réseau hydrographique
La commune est située dans le bassin Artois-Picardie. Elle est drainée par l'Hirondelle ou Escaut,.
La Rhonelle, d'une longueur de 32 km, prend sa source dans la commune de Locquignol et se jette  dans le Vieil Escaut à Valenciennes, après avoir traversé douze communes. 

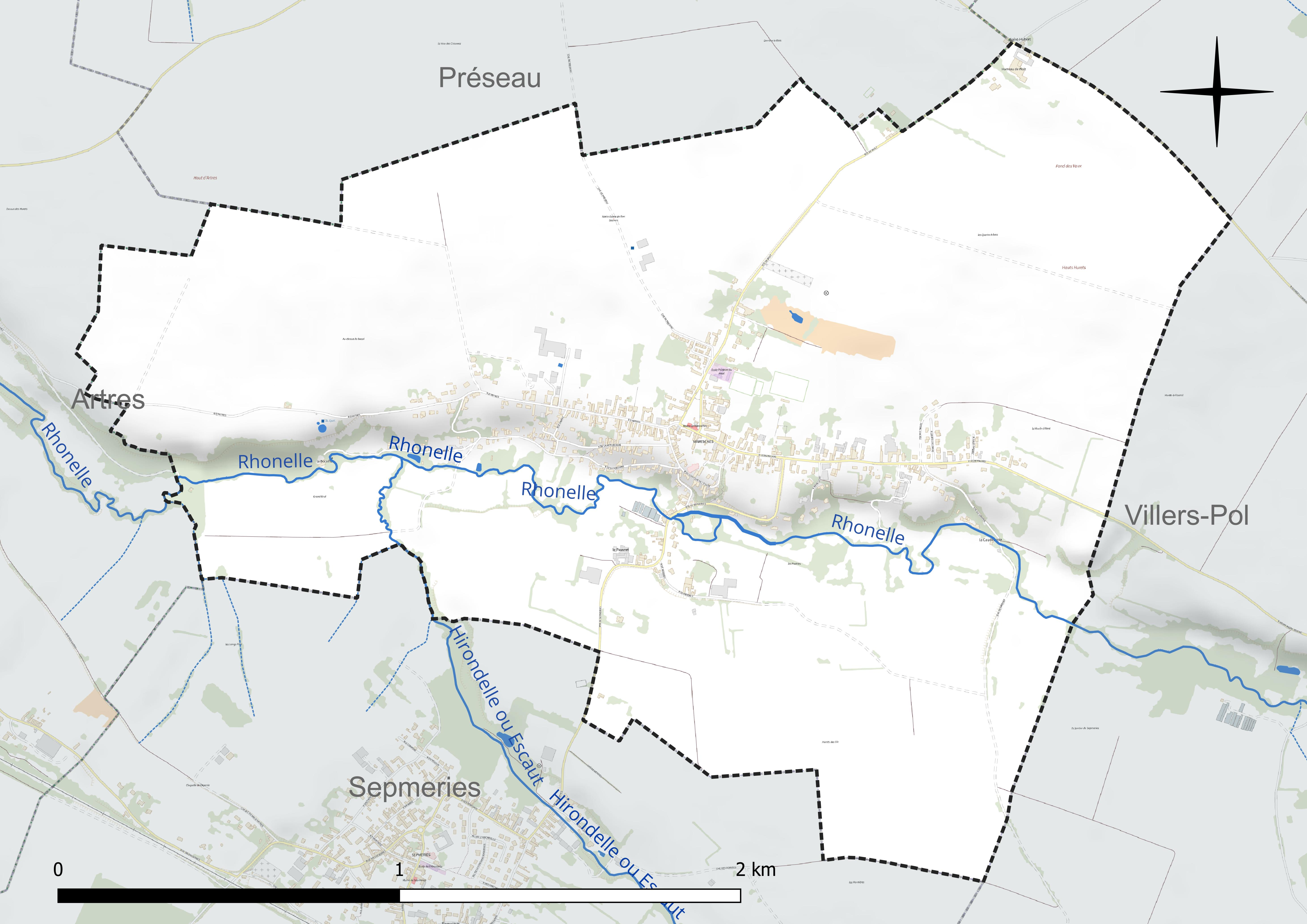
Réseau hydrographique de Maresches.

#### Gestion et qualité des eaux
Le territoire communal est couvert par le schéma d'aménagement et de gestion des eaux (SAGE) « Escaut ». Ce document de planification concerne un territoire de 2 005 km2 de superficie, délimité par le bassin versant de l'Escaut. Le périmètre a été arrêté le 9 juin 2006 et le SAGE proprement dit a été approuvé le 13 juillet 2021. La structure porteuse de l'élaboration et de la mise en œuvre est le syndicat mixte Escaut et Affluents (SyMEA). 
La qualité des cours d'eau peut être consultée sur un site dédié géré par les agences de l'eau et l'Agence française pour la biodiversité. 

### Climat
Pour des articles plus généraux, voir Climat des Hauts-de-France et Climat du Nord.
En 2010, le climat de la commune est de type climat océanique dégradé des plaines du Centre et du Nord, selon une étude du CNRS s'appuyant sur une série de données couvrant la période 1971-2000. En 2020, Météo-France publie une typologie des climats de la France métropolitaine dans laquelle la commune est exposée à un climat océanique altéré et est dans la région climatique  Nord-est du bassin Parisien, caractérisée par un ensoleillement médiocre, une pluviométrie moyenne régulièrement répartie au cours de l'année et un hiver froid (3 °C). 
Pour la période 1971-2000, la température annuelle moyenne est de 10,1 °C, avec une amplitude thermique annuelle de 14,9 °C. Le cumul annuel moyen de précipitations est de 760 mm, avec 12,5 jours de précipitations en janvier et 9,6 jours en juillet. Pour la période 1991-2020, la température moyenne annuelle observée sur la station météorologique la plus proche, située sur la commune de Valenciennes à 8 km à vol d'oiseau, est de 11,0 °C et le cumul annuel moyen de précipitations est de 694,1 mm,. Pour l'avenir, les paramètres climatiques de la commune estimés pour 2050 selon différents scénarios d'émission de gaz à effet de serre sont consultables sur un site dédié publié par Météo-France en novembre 2022.

## Urbanisme

### Typologie
Au 1er janvier 2024, Maresches est catégorisée bourg rural, selon la nouvelle grille communale de densité à sept niveaux définie par l'Insee en 2022.
Elle appartient à l'unité urbaine d'Artres, une agglomération intra-départementale regroupant trois  communes, dont elle est ville-centre,,. Par ailleurs la commune fait partie de l'aire d'attraction de Valenciennes (partie française), dont elle est une commune de la couronne,. Cette aire, qui regroupe 102 communes, est catégorisée dans les aires de 200 000 à moins de 700 000 habitants,.

### Occupation des sols
L'occupation des sols de la commune, telle qu'elle ressort de la base de données européenne d'occupation biophysique des sols Corine Land Cover (CLC), est marquée par l'importance des territoires agricoles (87,8 % en 2018), en diminution par rapport à 1990 (89,4 %). La répartition détaillée en 2018 est la suivante : 
terres arables (53,9 %), prairies (34 %), zones urbanisées (12,2 %). L'évolution de l'occupation des sols de la commune et de ses infrastructures peut être observée sur les différentes représentations cartographiques du territoire : la carte de Cassini (XVIIIe siècle), la carte d'état-major (1820-1866) et les cartes ou photos aériennes de l'IGN pour la période actuelle (1950 à aujourd'hui).

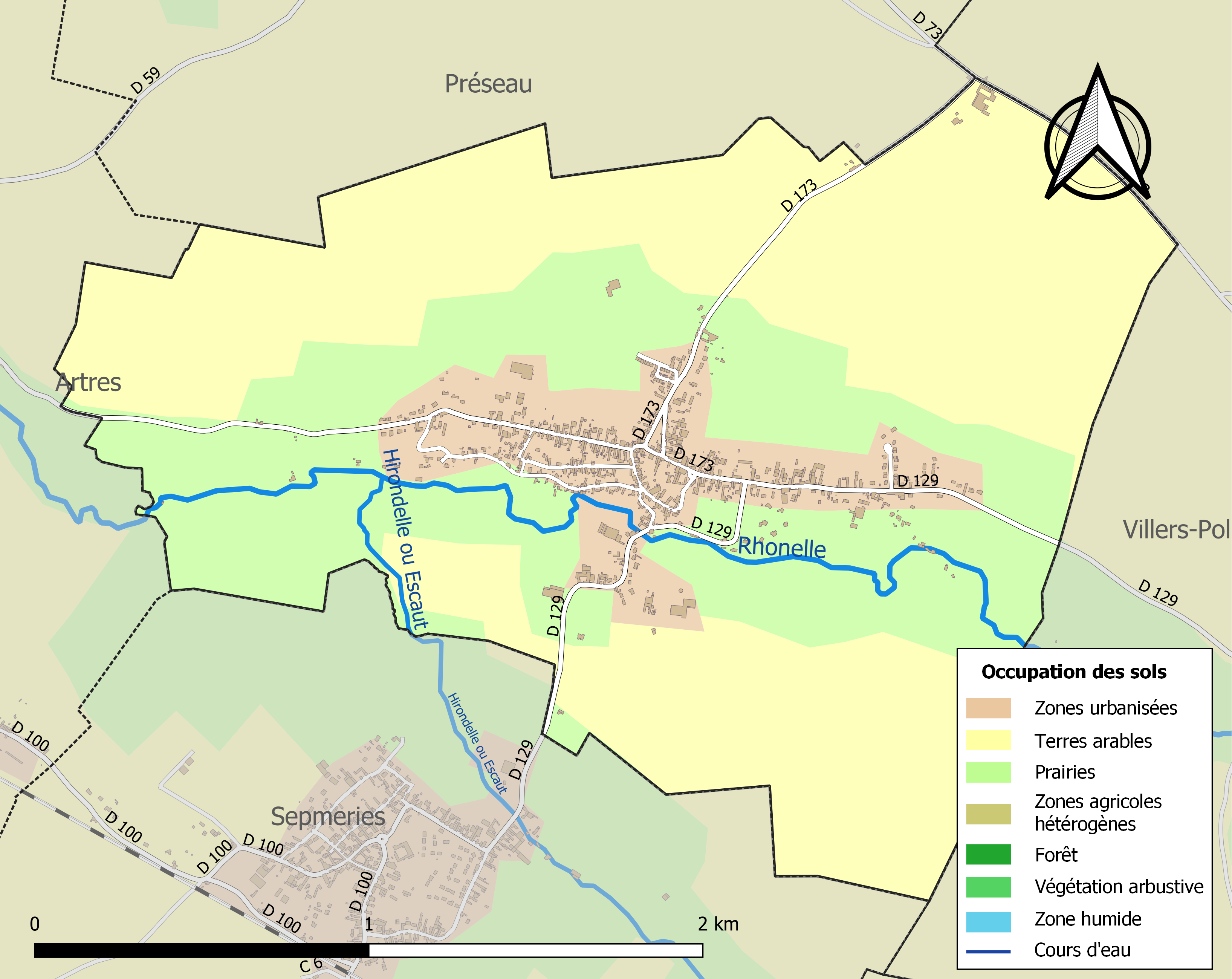
Carte des infrastructures et de l'occupation des sols de la commune en 2018 (CLC).

## Histoire
L'existence du village est attestée depuis 1334. On le retrouve ensuite en 1338, par l'intermédiaire d'un bourgeois de Valenciennes qui se livre à une politique d'acquisition de terres jusqu'à 1353. La commune relève de la juridiction de Valenciennes pour les ajournements à partir du milieu du XIVe siècle.
Voyez aussi Wikipedia en anglais.

## Héraldique
|  | Les armes de Maresches se blasonnent ainsi : D'or à trois lions d'azur, au chef de gueules chargé d'une Notre-Dame-de-Grâce à mi-corps, de carnation, vêtue de gueules et d'azur et tenant l'enfant Jésus à senestre. |

## Politique et administration
Maire de 1802 à 1807 : P. A. Jacquemart,.

Maire en 1939 : Carlier.
| Période                                  | Période                    | Identité                  | Étiquette | Qualité                        |
| ---------------------------------------- | -------------------------- | ------------------------- | --------- | ------------------------------ |
| Les données manquantes sont à compléter. |                            |                           |           |                                |
| 1847                                     |                            | Antoine Joseph Jacquemard |           |                                |
| 1912                                     | ?                          | Camille Régnier           |           |                                |
| 1916                                     | 1918                       | Charles Décroué           |           | faisant fonction               |
| Mars 1977 ?                              | mars 2001                  | Adolphe Lemaire           | PS        | Conseiller général (1976-2001) |
| Mars 2001                                | mars 2014                  | Jean-Noël Brichant        | DVD       | Médecin                        |
| Mars 2014                                | En cours (au 4 avril 2014) | Marie-Renée Nicodème      |           | Agricultrice retraitée         |

## Population et société

### Démographie

#### Évolution démographique
L'évolution du nombre d'habitants est connue à travers les recensements de la population effectués dans la commune depuis 1793. Pour les communes de moins de 10 000 habitants, une enquête de recensement portant sur toute la population est réalisée tous les cinq ans, les populations de référence des années intermédiaires étant quant à elles estimées par interpolation ou extrapolation. Pour la commune, le premier recensement exhaustif entrant dans le cadre du nouveau dispositif a été réalisé en 2005.

En 2022, la commune comptait 806 habitants, en évolution de −2,66 % par rapport à 2016 (Nord : +0,51 %, France hors Mayotte : +2,11 %).
| 1793 | 1800 | 1806 | 1821 | 1831 | 1836 | 1841 | 1846 | 1851 |
| ---- | ---- | ---- | ---- | ---- | ---- | ---- | ---- | ---- |
| 545  | 418  | 622  | 695  | 755  | 761  | 810  | 855  | 874  |

| 1856 | 1861 | 1866 | 1872 | 1876 | 1881 | 1886  | 1891  | 1896 |
| ---- | ---- | ---- | ---- | ---- | ---- | ----- | ----- | ---- |
| 921  | 947  | 929  | 913  | 955  | 983  | 1 011 | 1 022 | 990  |

| 1901 | 1906 | 1911 | 1921 | 1926 | 1931 | 1936 | 1946 | 1954 |
| ---- | ---- | ---- | ---- | ---- | ---- | ---- | ---- | ---- |
| 927  | 983  | 950  | 833  | 888  | 893  | 874  | 897  | 900  |

| 1962 | 1968 | 1975 | 1982 | 1990 | 1999 | 2005 | 2006 | 2010 |
| ---- | ---- | ---- | ---- | ---- | ---- | ---- | ---- | ---- |
| 866  | 816  | 831  | 881  | 940  | 939  | 918  | 911  | 895  |

| 2015 | 2020 | 2022 | - | - | - | - | - | - |
| ---- | ---- | ---- | - | - | - | - | - | - |
| 839  | 808  | 806  | - | - | - | - | - | - |

#### Pyramide des âges
La population de la commune est relativement jeune.
En 2018, le taux de personnes d'un âge inférieur à 30 ans s'élève à 32,3 %, soit en dessous de la moyenne départementale (39,5 %). À l'inverse, le taux de personnes d'âge supérieur à 60 ans est de 25,0 % la même année, alors qu'il est de 22,5 % au niveau départemental.
En 2018, la commune comptait 394 hommes pour 422 femmes, soit un taux de 51,72 % de femmes, légèrement inférieur au taux départemental (51,77 %).
Les pyramides des âges de la commune et du département s'établissent comme suit.
| Hommes | Classe d’âge | Femmes |
| ------ | ------------ | ------ |
| 0,3    | 90 ou +      | 0,7    |
| 6,2    | 75-89 ans    | 6,0    |
| 16,7   | 60-74 ans    | 20,1   |
| 23,1   | 45-59 ans    | 24,2   |
| 19,5   | 30-44 ans    | 18,7   |
| 17,4   | 15-29 ans    | 14,1   |
| 16,9   | 0-14 ans     | 16,3   |

| Hommes | Classe d’âge | Femmes |
| ------ | ------------ | ------ |
| 0,5    | 90 ou +      | 1,4    |
| 5,3    | 75-89 ans    | 8,1    |
| 14,8   | 60-74 ans    | 16,2   |
| 19,1   | 45-59 ans    | 18,4   |
| 19,5   | 30-44 ans    | 18,7   |
| 20,7   | 15-29 ans    | 19,1   |
| 20,2   | 0-14 ans     | 18     |

## Lieux et monuments
- Église Saint-Pierre-et-Saint-Paul, datant de 1794
- Le village compte le plus grand nombre d'oratoires du canton. Après l'épidémie de choléra de 1849, on a construit un oratoire en pierre bleue à chaque sortie du village[30]. Il y a aussi neuf chapelles privées et un calvaire datant de 1876.
- Ancien moulin à eau, vers 1900
- Ancienne brasserie carette, XIXe siècle
- Le film Germinal, réalisé par Claude Berri, a été tourné en partie à Maresches.
- Le cimetière communal de Maresches héberge neuf tombes de guerre de la Commonwealth War Graves Commission de soldats morts début novembre 1918[31]

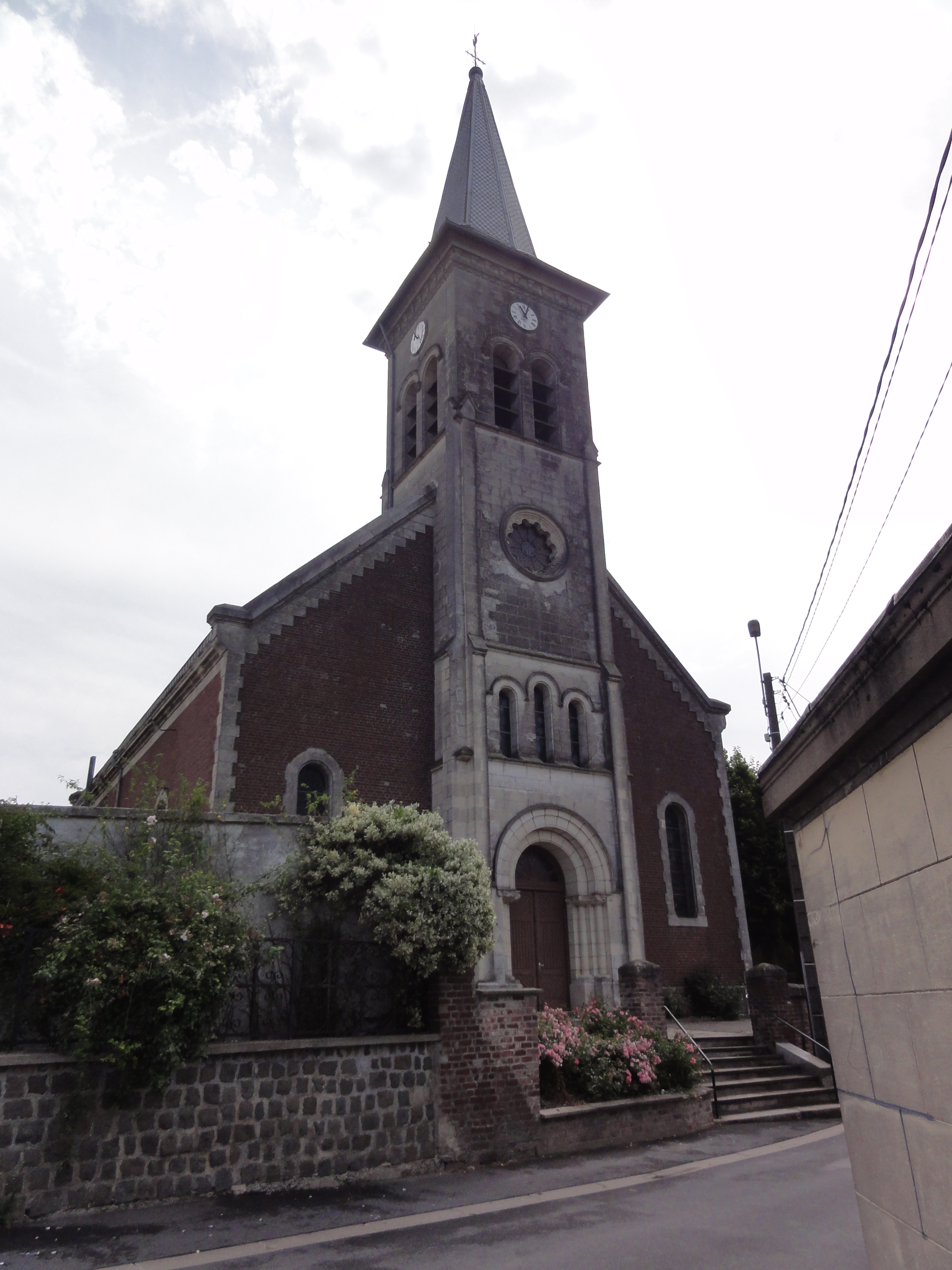
L'église Saint-Pierre et Saint-Paul
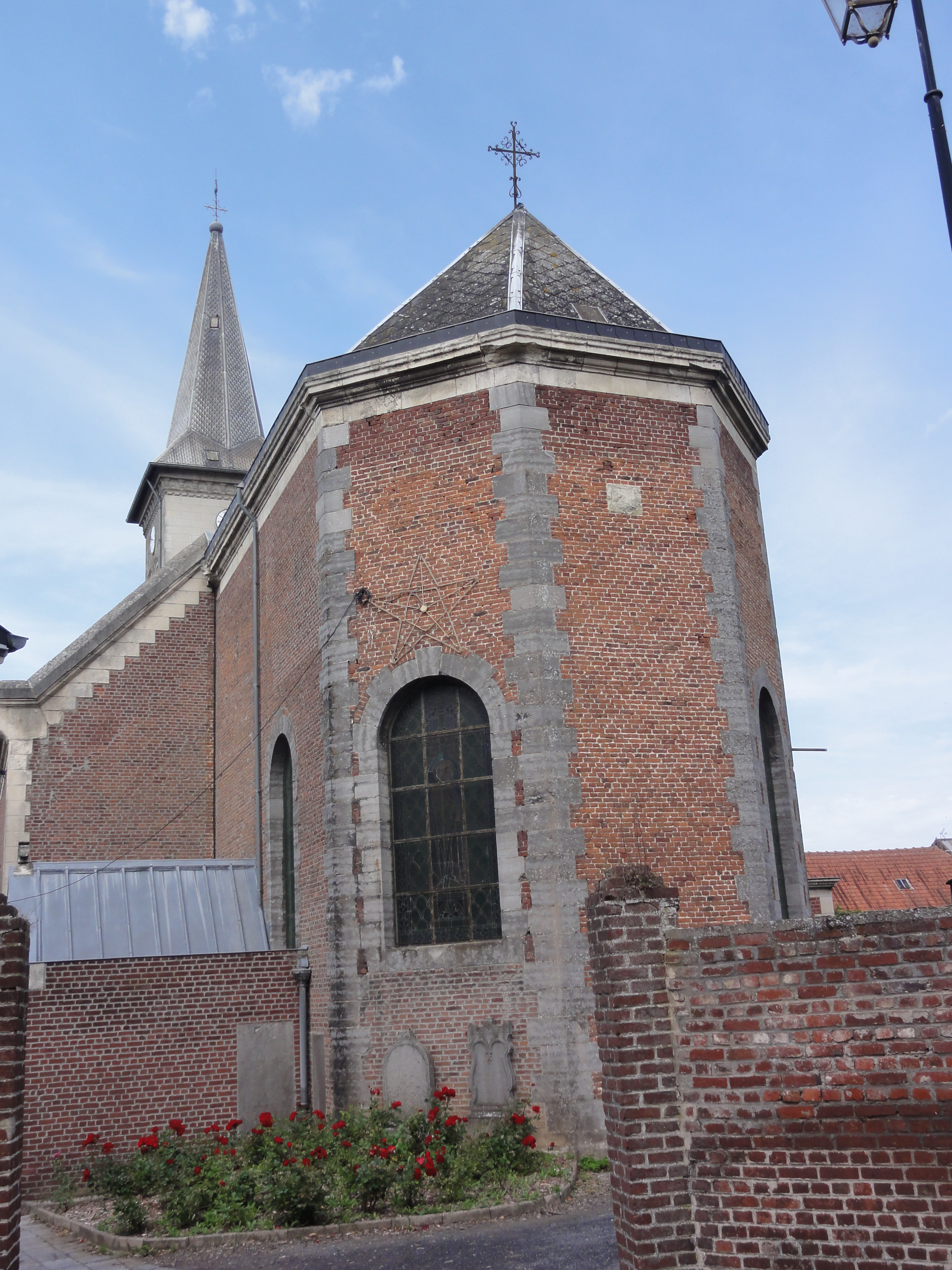
Chevet de l'église
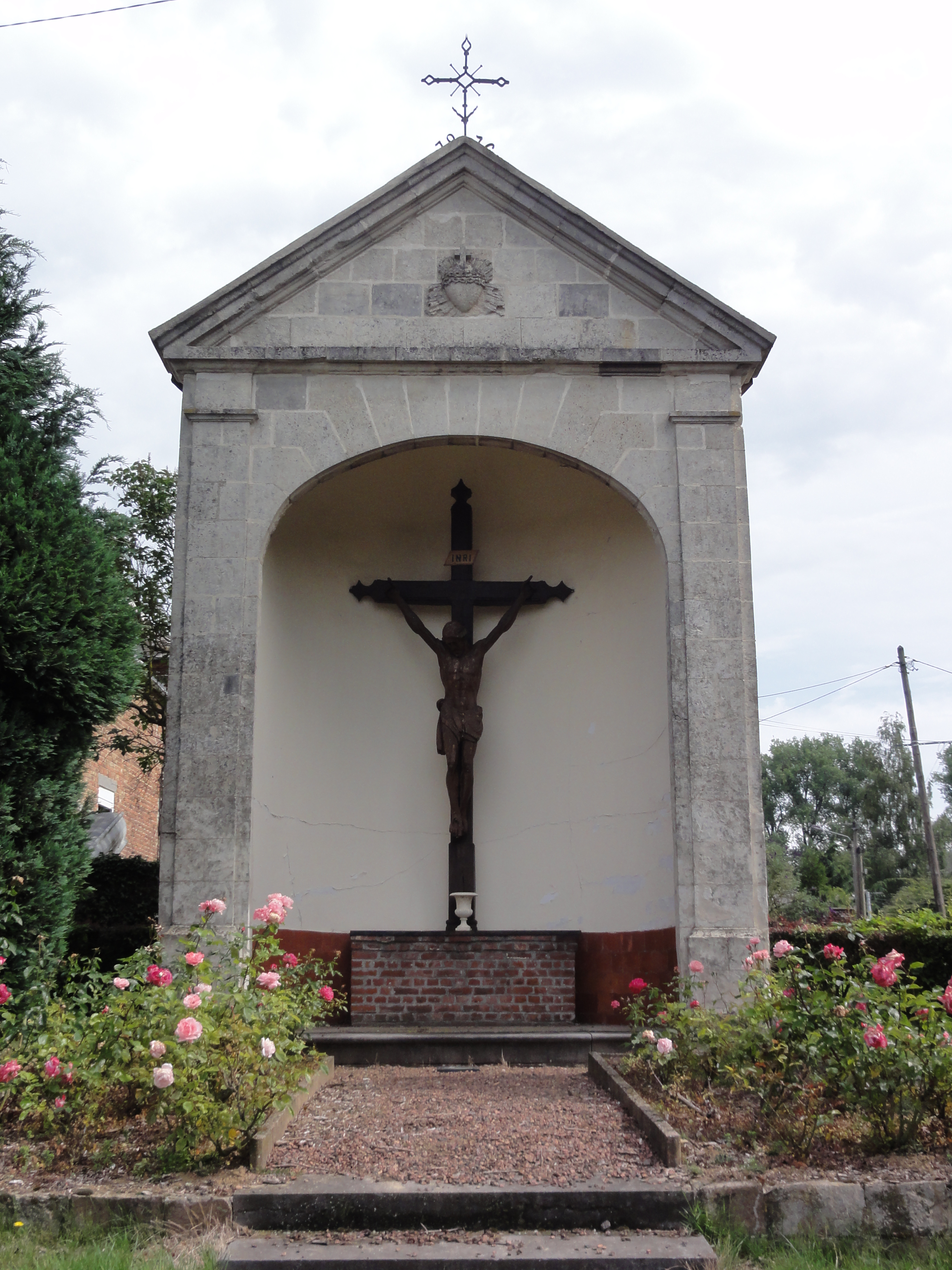
Le calvaire de 1876
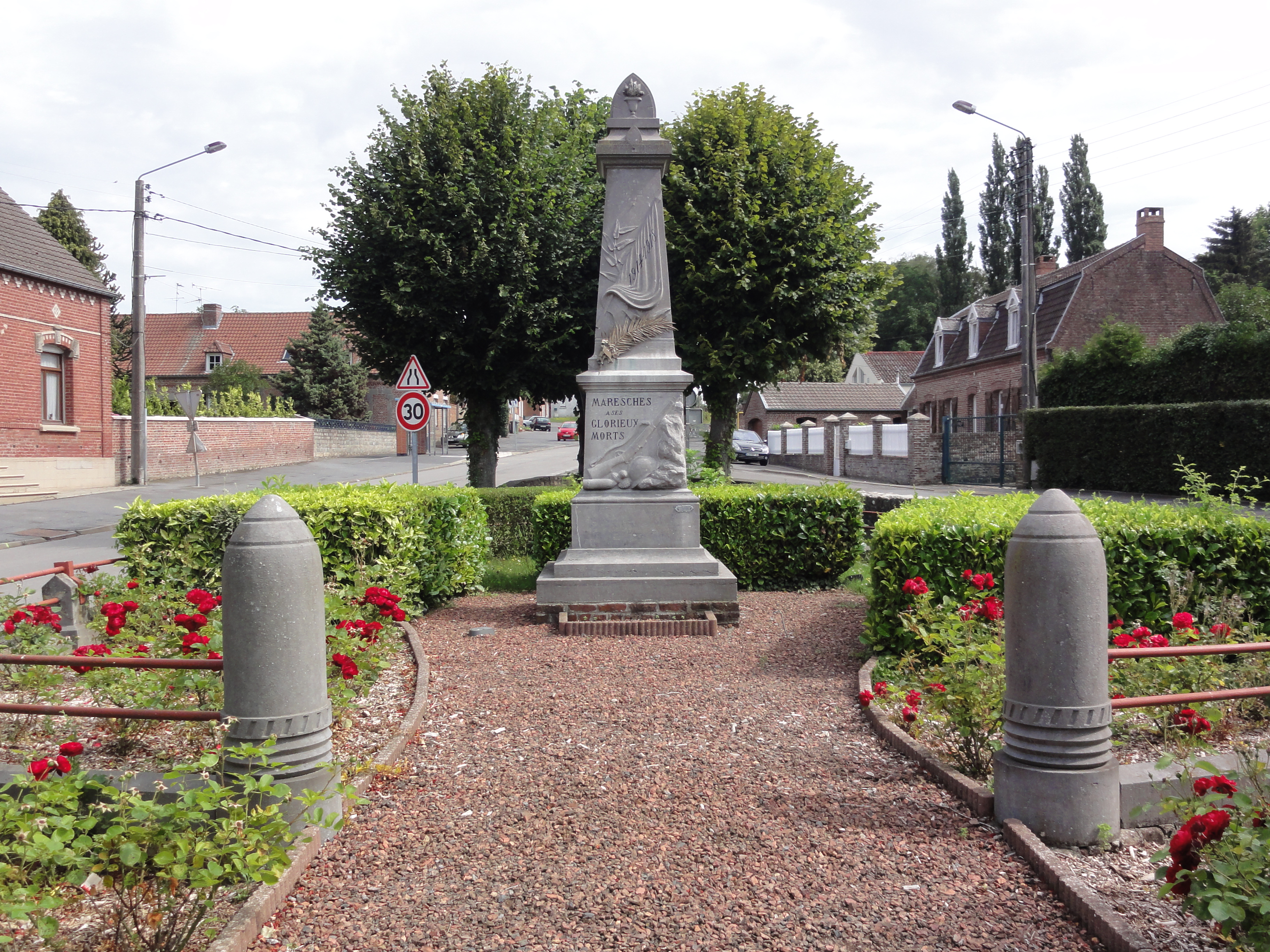
Le monument aux morts

## Personnalités liées à la commune
Monsieur  Henri Peuchot  (1889 - 1978) industriel, capitaine de l'Équipe de France de Hockey sur gazon
Marc-Antoine Olivier, sportif, double champion du monde de nage en eau libre 2017 (5 km et relais mixte 5 km)

## Pour approfondir